# Грац (хокейний клуб)
«Грац» (нім. EC Graz) — хокейний клуб з Граца, Австрія. Заснований у 1990 році, а розформований в 1998 році.

## Історія
Клуб заснований у 1990 шляхом злиття діох місцевих команд. АТСЕ Грац фінішував другим у Австрійській національній лізі та отримав право дебютувати в Австрійській хокейній лізі. УХК Грац заснований в 1985 мав дебютувати в Австрійській національній лізі. Обидва клуби об'єдналися в квітні 1990 року, в наступному сезоні АТСЕ було вилучено з назви. Команда тричі здобувала срібні нагороди чемпіонату в сезонах 1991-92, 1992–93 та 1993–94. Незважаючи на ці успіхи клуб збанкрутував. У 1998 було засновано новий клуб але він того ж року збанкрутував. У 1999 Йохен Пілднер-Штайнбург заснував нову команду «Грац 99-ерс».

## Відомі гравці
- Кент Нільссон
- Мартін Ульріх
- Бернд Брюклер